# Circonscription de Jagajaga
La circonscription de Jagajaga est une circonscription électorale fédérale australienne de la banlieue nord-est de Melbourne, dans l'État de Victoria. 

## Histoire
La circonscription a été créée en 1984 et porte le nom des Aborigènes qui auraient signé le traité de Batman avec Francis Batman, un des premiers colons européens de la région de Melbourne[réf. souhaitée]. 

## Administration
La circonscription comprend notamment les quartiers de Bundoora (en), Eltham, Heidelberg, Ivanhoe, Macleod, Watsonia (en), ainsi que la plus grande partie de Greensborough, Montmorency (en) et Research (en). 
Le siège est détenu par Jenny Macklin, ancienne vice-présidente du parti et ministre de la famille, du logement, des services communautaires, des affaires aborigènes ainsi que des réformes sur le handicap à partir du 14 décembre 2011, dans les deux gouvernements Julia Gillard. 

## Représentants
| Nom           | Parti        | Période de mandat |
| ------------- | ------------ | ----------------- |
| Peter Staples | Travailliste | 1984–1996         |
| Jenny Macklin | Travailliste | 1996–2019         |
| Kate Thwaites | Travailliste | 2019–en cours     |